# Tadatomo Yoshida

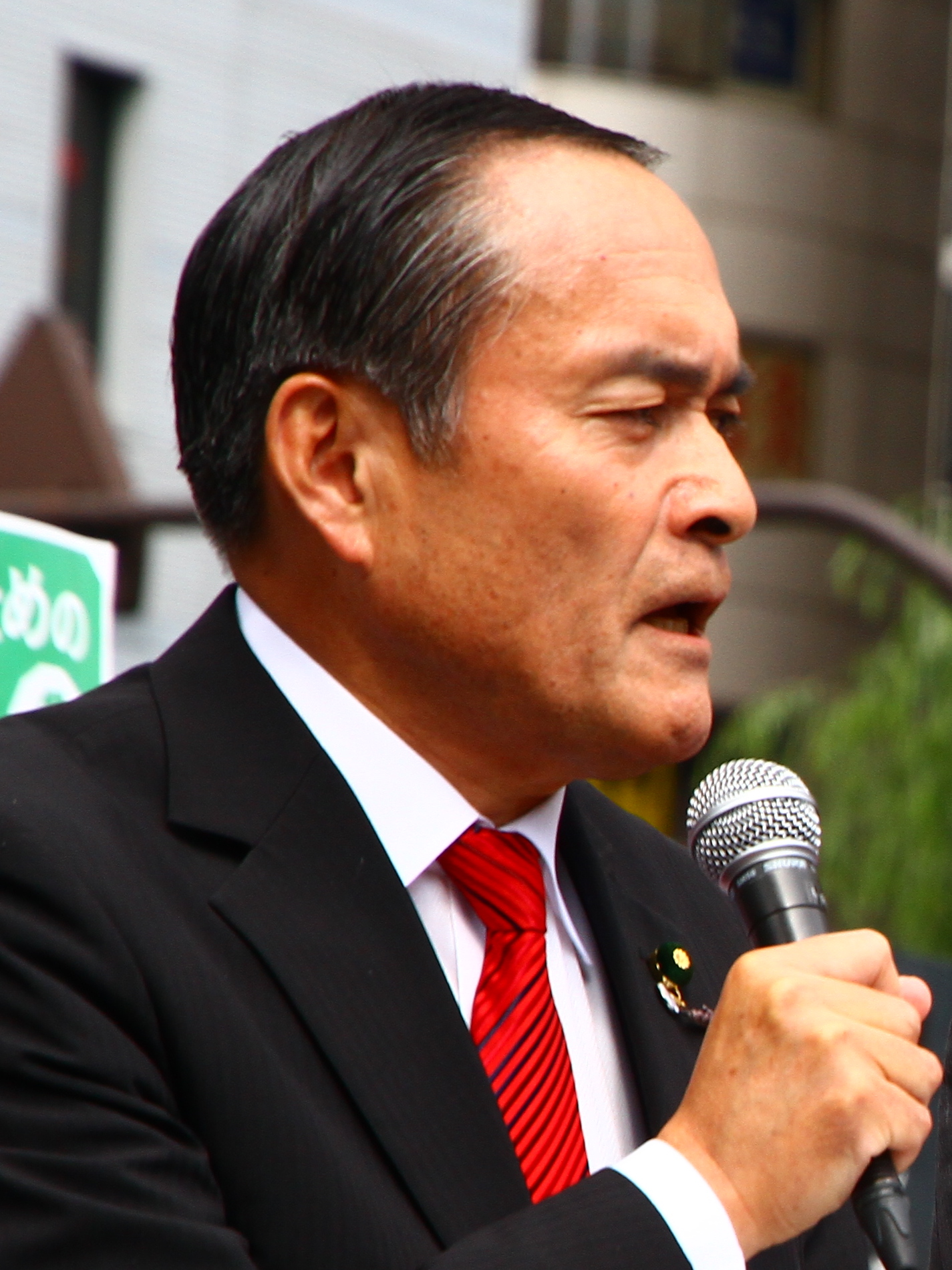
Tadatomo Yoshida (2017)

Tadatomo Yoshida (jap. 吉田 忠智 Yoshida Tadatomo; * 7. März 1956 in Usuki, Präfektur Ōita) ist ein japanischer Politiker (SDP→KDP) und ehemaliger Abgeordneter im Sangiin für den Verhältniswahlwahlkreis (2010–2016 & 2019–2023). Von 2013 bis 2018 war er SDP-Parteivorsitzender, 2020 Generalsekretär.

## Leben
Yoshida wurde nach seinem Studium an der landwirtschaftlichen Fakultät der Universität Kyūshū 1979 Präfekturbeamter in Ōita. In der Gewerkschaft des öffentlichen Dienstes der Präfektur (Ōita-kenshokurō), einem Mitgliedsverband der Jichirō, war er von 1991 bis 1994 Generalsekretär (shokichō). Im Jahr 2000 verließ er die Präfekturverwaltung und kandidierte bei einer Zweimandatsnachwahl im Wahlkreis Stadt Ōita erfolgreich für das Präfekturparlament. Bei den regulären Wahlen 2003 und 2007 wurde er wiedergewählt. 2008 wurde er Generalsekretär des Kenmin Club („Präfekturbürgerklub“), zu dem Abgeordnete gehörten, die DPJ und SDP nahestanden.
Im April 2010 trat Yoshida für einen Wechsel in die nationale Politik zurück. Bei der Sangiin-Wahl 2010 kandidierte er bei der Verhältniswahl für die SDP und wurde mit rund 131.000 Stimmen auf Platz 2 hinter der Parteivorsitzenden Mizuho Fukushima gewählt. 2013 wurde er Vorsitzender des politischen Ausschusses der SDP. Nach Fukushimas Rücktritt kandidierte er bei der Vorwahl zum Parteivorsitz und setzte sich gegen den Kommunalpolitiker Taiga Ishikawa klar durch. Er trat das Amt formal auf der Landesdelegiertenkonferenz (zenkoku daihyōsha kaigi) am 26. Oktober 2013 an.
Bei der Sangiin-Wahl 2016 erhielt Yoshida 153.197 Stimmen, was erneut für Platz 2 ausreichte; aber da die Sozialdemokratische Partei insgesamt weniger Verhältniswahlstimmen erhielt und nur einen Verhältniswahlsitz gewann, verlor Yoshida seinen Sitz. Er erklärte zunächst seinen Rücktritt vom Parteivorsitz, blieb aber später auf Drängen des Parteivorstandes doch im Amt. Im Januar 2018 trat er vor allem unter Berücksichtigung der erfolglosen Unterhauswahl 2017 endgültig zurück und wurde im folgenden Monat von Seiji Mataichi abgelöst.
Bei der Sangiin-Wahl 2019 kandidierte er erneut und gewann diesmal mit 149.287 Stimmen und rund 50.000 Stimmen Vorsprung auf Mio Nakamura, ehemalige Präfekturparlamentsabgeordnete in Okinawa, den einzigen SDP-Sitz. Im Februar 2020 wurde er von Fukushima, die nach dem Rückzug Mataichis erneut Parteivorsitzende wurde, zum Generalsekretär ernannt. Im Dezember 2020 löste ihn Ryōichi Hattori ab. Yoshida trat der vergrößerten „neuen“ KDP bei.
Im März 2023 trat Yoshida als Verhältniswahlabgeordneter zurück, um sich bei der im April bevorstehenden Nachwahl für den vakanten Mehrheitswahlsitz seiner Heimatpräfektur Ōita zu bewerben. Mit Unterstützung von KPJ und SDP unterlag er mit nur 341 Stimmen Rückstand der Regierungskandidatin Aki Shirasaka.